# Onda Poderosa
"Onda Poderosa" é uma canção dos artistas musicais brasileiros Ivete Sangalo e Gloria Groove. A canção foi lançada para download digital e streaming através da Universal Music como o segundo single da trilha sonora da série documental Onda Boa com Ivete, em 21 de janeiro de 2022.

## Lançamento
"Onda Poderosa" foi lançada para download digital e streaming como o segundo single do álbum em 21 de janeiro de 2022.

## Apresentações ao vivo
Ivete e Gloria apresentaram "Onda Poderosa" pela primeira vez em 20 de janeiro de 2021 no especial da HBO Max Onda Boa com Ivete.

## Faixas e formatos
| Download digital / streaming |                 |         |  |
| N.º                          | Título          | Duração |  |
| 1.                           | "Onda Poderosa" | 4:14    |  |

## Histórico de lançamento
| Região | Data                  | Formato(s)                 | Gravadora(s)    | Ref.  |
| ------ | --------------------- | -------------------------- | --------------- | ----- |
| Várias | 21 de janeiro de 2022 | Download digital streaming | Universal Music | [ 4 ] |